# Jean-Pierre Lassau
Jean-Pierre Lassau (né le 23 septembre 1934 à Paris et mort le 2 décembre 2014 à Villejuif) est un athlète français, spécialiste du lancer du poids.

## Biographie
Il établit deux records de France du lancer du poids : le premier le 16 octobre 1955 à Paris avec 16,00 m et le deuxième le 13 octobre 1957 à Paris avec 16,55 m. Ce record sera battu en 1961 par Pierre Colnard.